# Херман фон Саксония-Ваймар-Айзенах
Херман Бернхард Георг фон Саксония-Ваймар-Айзенах (на немски: Hermann Bernhard Georg von Sachsen-Weimar-Eisenach; * 4 август 1825, дворец Алтенщайн; † 31 август 1901, Берхтесгаден, Бавария) от Ернестинските Ветини, е принц от Саксония-Ваймар-Айзенах и херцог на Саксония, и вюртембергски генерал-майор.

## Живот
Той е третият син на принц и херцог Карл Бернхард фон Саксония-Ваймар-Айзенах (1792 – 1862) и съпругата му принцеса Ида фон Саксония-Майнинген (1794 – 1852), дъщеря на херцог Георг I фон Саксония-Майнинген (1761 – 1803) и принцеса Луиза Елеонора фон Хоенлое-Лангенбург (1763 – 1837). Майка му Ида е по-малка сестра на британската кралица Аделаида (Аделхайд), от 1818 г. съпруга на крал Уилям IV.
През 1840 г. Херман влиза във вюртембергското военно училище. На 17 юни 1851 г. във Фридрихсхафен той се жени за принцеса Августа фон Вюртемберг (* 4 октомври 1826, Щутгарт; † 3 декември 1898, Щутгарт), дъщеря на крал Вилхелм I фон Вюртемберг (1781 – 1864) и втората му съпруга принцеса Паулина фон Вюртемберг (1800 – 1873).
Той умира на 31 август 1901 г. на 76 години в Берхтесгаден, Бавария. Погребан е в Пражкото гробище в Щутгарт.

## Деца
Херман и Августа имат децата:
- Паулина (1852 – 1904), омъжена на 26 август 1873 г. във Фридрихсхафен за наследствен велик херцог Карл Август фон Саксония-Ваймар-Айзенах (1844 – 1894)
- Вилхелм Карл Бернхард Херман (1853 – 1924), женен на 11 април 1885 г. във Вехтерсбах за принцеса Герта Августа фон Изенбург-Бюдинген-Вехтерсбах (1863 – 1945), дъщеря на княз Фердинанд Максимилиан фон Изенбург-Бюдинген-Вехтерсбах (1824 – 1903)
- Бернхард Вилхелм Георг (1855 – 1907), отказва се от правата си, граф на Крайенбург (от 24 май 1901), женен I. на 10 октомври 1900 г. в Лондон за Мария Луиза Брокмюлер (1866 – 1903), II. на 1 април 1905 г. в Берлин за графиня Елизабет фон Шуленбург (1869 – 1940)
- Александер Вилхелм Бернхард Херман (1857 – 1891), принц, не се жени
- Ернст Карл Вилхелм (1859 – 1909), принц, не се жени
- син (*/† 1865)
- Олга Мария Ида София Паулина Августа (1869 – 1924), омъжена на 22 април 1902 г. в Хайделберг за принц Леополд фон Изенбург-Бюдинген в Бирщайн (1866 – 1933), син на принц Карл фон Изенбург-Бюдинген-Бирщайн